# イシュ・チェル

イシュ・チェル

イシュ・チェル（イシュチェルとも。Ix Chel）は、マヤ神話において、洪水・虹・出産等を司る女神である。イツァムナーの妻でバカブの母。人間に対する破壊神としての面も持つ。

## 解説
イシュ・チェルの名は「虹の婦人」を意味するほか、「月の女神」の意味があるという説もある。また、『ドレスデン絵文書』にみられる異名としてチャック・チェル（Chac Chel。「水（雨）の婦人」の意）がある。

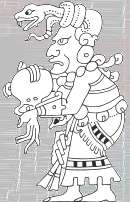
『ドレスデン絵文書』に描かれたイシュ・チェル

頭に蛇を置き、交叉した骨が刺繍されているスカートをはいた姿で表される。さらに『ドレスデン絵文書』では老女として描かれている。
イシュ・チェルは怒ると、天の水瓶を用いて地上に大雨を降らせ、さらに「空の虹」に助力して洪水を引き起こす。ゆえにイシュ・チェルは「怒れる老女」とも呼ばれている。
この女神を鎮めるには、常に生け贄を捧げなければならないとされる。また、マヤ暦での第3の月シップ（シプ）には、イシュ・チェルの祭が行われたという。
後古典期前期にプトゥン人たちによってコスメル島に神託所がつくられ、多くの女性巡礼者を集めた。また、対岸付近にあるトゥルムの神殿にも壁画が描かれた。他にも、ハイナ島から出土する土偶にもイシュ・チェルを模したと考えられるものがあるなど、商人たちからも広く信仰をあつめていたことがわかる。